# Signal.MD
Signal.MD Inc. (株式会社シグナル・エムディ Kabushiki-gaisha Shigunaru Emudi?) es un estudio de animación japonés fundado en 2014 por Production I.G, sociedad de cartera de IG Port, como una de sus nuevas filiales especializadas en la producción de anime.

## Historia
En 2014, IG Port anunció que estaba formando una nueva división de animación llamada SIGNAL.MD. Su objetivo es desarrollar tecnología para animación digital completa y para dispositivos inteligentes. También construir las bases para la producción de animación dirigida a niños y familias (incluidos Pokémon: Destiny Deoxys, Pokémon the Movie: Black—Victini and Reshiram and White—Victini and Zekrom y Pokémon Origins). El miembro de la junta directiva de Production I.G, Katsuji Morishita, fue nombrado presidente.
IG Port anunció el 24 de enero de 2025 que su empresa consolidada Production I.G absorberá Signal.MD en junio de 2025, y el estudio se disolverá.

## Obras

### Anime
| Año  | Título                        | Director(es)                    | Fecha de primera transmisión | Fecha de última transmisión | Eps. | Notas | Refs.         |
| ---- | ----------------------------- | ------------------------------- | ---------------------------- | --------------------------- | ---- | --- | ------------- |
| 2015 | Tantei Team KZ Jiken Note     | Kazuya Ichikawa                 | 7 de octubre de 2015         | 27 de enero de 2016         | 16   | Adaptación de las novelas infantiles japonesas escritas por Hitomi Fujimoto y Ryō Sumitaki e ilustradas por Komagata. |               |
| 2017 | Atom: The Beginning           | Katsuyuki Motohiro Tatsuo Satō  | 15 de abril de 2017          | 8 de julio de 2017          | 12   | Adaptación del manga escrito e ilustrado por Tetsuro Kasahara. Coproducción junto a OLM y Production I.G.             |               |
| 2017 | Net-juu no Susume             | Kazuyoshi Yaginuma              | 6 de octubre de 2017         | 8 de diciembre de 2017      | 10   | Adaptación del webmanga escrito e ilustrado por Rin Kokuyo.                                                           |               |
| 2018 | Hashiri Tsuzukete Yokattatte. | Masatsugu Arakawa               | 9 de octubre de 2018         | 30 de octubre de 2018       | 4    | Historia original. | [ 3 ]         |
| 2021 | Dragon, Ie wo Kau.            | Haruki Kasugamori               | 4 de abril de 2021           | 20 de junio de 2021         | 12   | Adaptación del manga escrito por Kawo Tanuki e ilustrado por Choco Aya.                                               |               |
| 2021 | Mars Red                      | Kouhei Hatano                   | 6 de abril de 2021           | 29 de junio de 2021         | 13   | Historia original. | [ 4 ]         |
| 2021 | Platinum End                  | Hideya Takahashi Kazuchika Kise | 7 de octubre de 2021         | 24 de marzo de 2022         | 24   | Adaptación del manga escrito por Tsugumi Ohba e ilustrado por Takeshi Obata.                                          | [ 5 ]         |
| 2023 | Hikari no Ō                   | Junji Nishimura                 | 14 de enero de 2023          | 18 de marzo de 2023         | 10   | Adaptación de las novelas de fantasía japonesas escritas por Rieko Hinata e ilustradas por Akihiro Yamada.            | [ 6 ] [ 7 ]   |
| 2023 | Go! Go! Vehicle Zoo           | Natsuki Takemura                | 2 de abril de 2023           | 24 de diciembre de 2023     | 26   | Basada en la línea de juguetes creada por Takara Tomy. Coproducción junto a OLM.                                      | [ 8 ]         |
| 2023 | Kizuna no Allele              | Ken'ichirō Komaya               | 3 de abril de 2023           | 19 de junio de 2023         | 12   | Basado en la VTuber Kizuna AI. Coproducción junto a Wit Studio.                                                       | [ 9 ] [ 10 ]  |
| 2023 | Kizuna no Allele 2nd Season   | Ken'ichirō Komaya               | 5 de octubre de 2023         | 21 de diciembre de 2023     | 12   | Secuela de Kizuna no Allele. Coproducción junto a Wit Studio.                                                         | [ 11 ]        |
| 2024 | Hikari no Ō 2nd Season        | Junji Nishimura                 | 14 de enero de 2024          | 17 de marzo de 2024         | 10   | Secuela de Hikari no Ō.                                                                                               | [ 12 ]        |
| 2024 | Shinkalion: Change the World  | Ken'ichirō Komaya               | 7 de abril de 2024           | 2 de febrero de 2025        | 39   | Basada en la franquicia de juguetes de Takara Tomy. Coproducción junto a Production I.G.                              | [ 13 ] [ 14 ] |
| 2024 | Hoshifuru Ōkoku no Nina       | Ken'ichirō Komaya               | 10 de octubre de 2024        | 26 de diciembre de 2024     | 12   | Adaptación del manga escrito e ilustrado por Rikachi.                                                                 | [ 15 ] [ 16 ] |

### OVAs/ONAs
| Año  | Título                                                | Eps. | Notas                                                              | Refs.  |
| ---- | ----------------------------------------------------- | ---- | ------------------------------------------------------------------ | ------ |
| 2017 | Ancien to Mahou no Tablet: Mou Hitotsu no Hirune Hime | 2    | Historia original.                                                 |        |
| 2017 | Luna-tan: 1-mannen no Himitsu                         | 10   |                                                                    | [ 17 ] |
| 2017 | Hitorigurashi no Shougakusei                          | 10   |                                                                    |        |
| 2017 | Net-juu no Susume Special                             | 1    | Episodios especiales de Net-juu no Susume.                         |        |
| 2018 | Tales of HR                                           | 13   |                                                                    |        |
| 2020 | Mars Red: Zero Kikan Nippou                           | 5    | Cortos transmitidos en línea antes del estreno del anime Mars Red. |        |

### Películas
- Colorful Ninja Iromaki (2016)
- Cyborg 009: Call of Justice (2016, coproducción junto a OLM)
- Hirune Hime: Shiranai Watashi no Monogatari (2017)[18]
- Birthday Wonderland (2019)[19]
- Kimi dake ni Motetainda (2019)[20]
- Words Bubble Up Like Soda Pop (2020, coproducción junto a Sublimation)[21]
- Fate/Grand Order - Divine Realm of the Round Table: Camelot ~ Wandering; Agaterám ~ (2020, producción de animación para la primera película)[22]
- Deemo: The Movie (TBA, coproducción junto a Production I.G)

### Como colaborador
- FLCL Progressive (2018, episodio 2)